# Tim Cook
Timothy Donald “Tim” Cook, född 1 november 1960 i Mobile i Alabama, är en amerikansk företagsledare. Han är sedan augusti 2011 VD för Apple Inc. Han sitter även i styrelsen för Nike. 
Han anställdes i företaget i mars 1998 av den dåvarande VD:n Steve Jobs då Apple köpte NeXT Computer.
Redan innan Tim Cook förklarades som VD när Steve Jobs meddelade sin avgång den 24 augusti 2011, hade Cook tidigare vikarierat på posten, bland annat sedan 17 januari 2011. Första officiella framträdandet som Apple-VD gjorde Cook vid lanseringen av Iphone 4S i början av oktober 2011. Sedan dess har han även medverkat på en rad andra event, bland annat vid lanseringen av Ipad 3 i början av mars 2012.
I oktober 2014 blev Cook den första verkställande direktören för ett Fortune 500-företag som offentligt kom ut som homosexuell.
Den amerikanska ekonomitidskriften Forbes rankade Cook till att vara världens 1 471:a rikaste med en förmögenhet på två miljarder amerikanska dollar för den 8 mars 2022.

## Privatliv
Cook har sagt att han år 2009 erbjöd en del av sin lever till Jobs, eftersom de delade en sällsynt blodgrupp. Cook sa att Jobs svarade genom att skrika, "Jag låter dig aldrig göra det. Det gör jag aldrig."
År 2014 kom Cook ut som homosexuell. Han rådfrågade Anderson Cooper, som offentligt hade kommit ut själv, om aspekter av uttalandet.